# Atracció diabòlica
Atracció diabòlica (títol original: Monkey Shines) és una pel·lícula estatunidenca de suspens dirigida per George A. Romero i estrenada el 1988. Està basada en una novel·la homònima escrita per Michael Stewart. Ha estat doblada al català

## Argument
Alan Mann (Jason Beghe) sembla tenir una vida perfecta, però tot s'enfonsa quan sofreix un accident de trànsit que el deixa quadraplègiic.
La seva promesa (Janine Turner) l'abandona, una infermera amb molt mal temperament (Christine Folris) s'ocupa de la seva cura, i la seva aclaparadora mare Joyce Van Patten insisteix a mudar-se amb ell; tot això provoca que Mann se senti cada vegada més deprimit.
Al començament la relació entre Mann i Ella és molt bona, fins i tot insinuant-se certa atracció romàntica entre els dos. Però inesperadament es crea un vincle telepàtic entre els dos que li permet a Ella conèixer els més foscos desitjos subconscients del seu amo; així l'animal decideix assassinar diferents persones contra les quals Mann sent enuig].
Tot empitjora quan Ella comença a sentir gelosia per l'atracció romàntica entre Alan Mann i l'entrenadora Melanie Parker.

## Repartiment
- Jason Beghe: Allan Mann
- John Pankow: Geoffrey Fisher
- Kate McNeil: Melanie Parker
- Joyce Van Patten: Dorothy Mann
- Christine Forrest: Maryanne Hodges
- Stephen Root: Dean Burbage
- Stanley Tucci: Dr. John Wiseman
- Janine Turner: Linda Aikman
- William Newman: Dr. Williams
- Tudi Wiggins: Esther Fry
- Tom Quinn: Charlie Cunningham

## Premis
| Any                                                  | Premi                                                          | Nominat                                              | Resultat                                             |
| Festival internacional de cinema fantàstic d'Avoriaz | Festival internacional de cinema fantàstic d'Avoriaz           | Festival internacional de cinema fantàstic d'Avoriaz | Festival internacional de cinema fantàstic d'Avoriaz |
| ---------------------------------------------------- | -------------------------------------------------------------- | ---------------------------------------------------- | ---------------------------------------------------- |
| 1989                                                 | Premi Antennae II                                              | George A. Romero                                     | Guanyador                                            |
| Fantasporto                                          |                                                                |                                                      |                                                      |
| 1989                                                 | Premi dels crítics                                             | George A. Romero                                     | Guanyador                                            |
| 1989                                                 | Premi a la millor pel·lícula internacional de cinema fantàstic | Monkey Shines                                        | Guanyador                                            |
| Festival de Cinema de Sitges                         |                                                                |                                                      |                                                      |
| 1988                                                 | Millor actriu                                                  | Kate McNeil                                          | Guanyadora                                           |
| 1988                                                 | Millor director                                                | George A. Romero                                     | Guanyador                                            |
| 1988                                                 | Millor guió cinematogràfic                                     | George A. Romero                                     | Guanyador                                            |
| 1988                                                 | Premi de l'Associació de crítics i escriptors catalans         | George A. Romero                                     | Guanyador                                            |

## En la cultura popular
- En la sèrie Malcolm in the Middle, Craig, un dels personatges més recurentes sense ser de la família, després d'un accident rep un mico caputxí per a la seva cura parodiant la pel·lícula. En aquesta paròdia el mico intenta matar el mateix Craig.
- En el capítol dels Simpsons "Girly Edition", Homer aconsegueix un mico perquè l'ajudi en les tasques de la casa. No obstant això, el mico acaba tornant-se tan mandrós com ell.